# Pangkal Pinang
Pangkal Pinang es una ciudad de Indonesia. Es la ciudad más grande de la isla de Bangka y la capital de la provincia de Bangka-Belitung.
La población de Pangkal Pinang ha pasado de 108.411 habitantes en 1990 a 145.945 en 2005. La población es principalmente malaya, pero una gran parte de la población es de origen chino, inmigrantes de la provincia de Guangdong, en China. Localmente se les llama Peranakan (los niños de las Indias) y hablan el dialecto hakka.
La ciudad es uno de los mayores puertos del mar de Java y a través de él se exporta estaño, pimienta negra, pescado y copra.
- Datos: Q8179
- Multimedia: Pangkalpinang / Q8179